# Oxira radica
Oxira radica là một loài bướm đêm trong họ Noctuidae.